# S Волос Вероники
S Волос Вероники (лат. S Comae Berenices) — двойная звезда в созвездии Волос Вероники на расстоянии приблизительно 6425 световых лет (около 1970 парсек) от Солнца. Видимая звёздная величина звезды — от +12,13m до +10,89m.

## Характеристики
Первый компонент — жёлто-белая пульсирующая переменная звезда типа RR Лиры (RRAB)* спектрального класса A6-F7, или F1, или F4. Масса — около 2,548 солнечной, радиус — около 6,57 солнечного, светимость — около 77,241 солнечной. Эффективная температура — около 6230 K.
Второй компонент — коричневый карлик. Масса — около 65,96 юпитерианской. Удалён в среднем на 2,043 а.е..